# رودولف فرناو
رودولف فرناو (انگلیسی: Rudolf Fernau; ۷ ژانویهٔ ۱۸۹۸ – ۴ نوامبر ۱۹۸۵) هنرپیشه اهل آلمان بود.
وی بازیگر فیلم‌هایی همچون زوس یهودی و درک بوده‌است.